# Kocaali

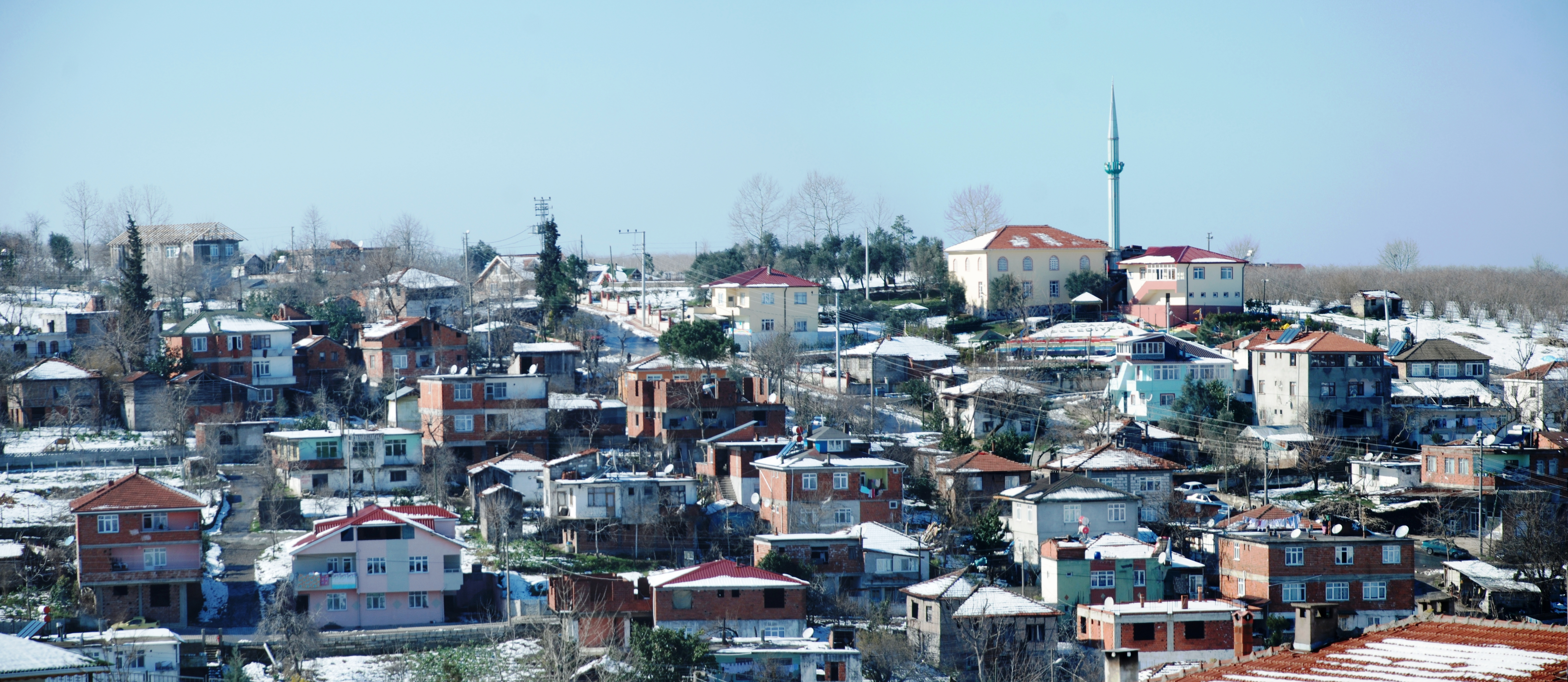
Karşı, Stadtteil von Kocaali

Kocaali ist eine Stadtgemeinde (Belediye) im gleichnamigen Ilçe (Landkreis) der Provinz Sakarya und gleichzeitig eine Gemeinde der 2000 geschaffenen Büyüksehir belediyesi Sakarya (Großstadtgemeinde/Metropolprovinz) in der Türkei. Seit der Gebietsreform 2013 ist die Gemeinde flächen- und einwohnermäßig identisch mit dem Landkreis. Kocaali liegt etwa 50 Kilometer nordöstlich des Zentrums der „alten“ Provinzhauptstadt Adapazarı.

## Geografie
Der Landkreis liegt im Norden der Provinz. Er grenzt im Osten an die Provinz Düzce, im Süden an Hendek sowie im Westen an Karasu. Im Norden bildet das Schwarze Meer eine natürliche Grenze. Die Kreisstadt liegt etwa zwei Kilometer von der Küste entfernt. Dort durchquert die Fernstraße D010 den Landkreis, die im Westen bei Karasu beginnt und nach Osten der Schwarzmeerküste über Zonguldak, Sinop, Samsun und Trabzon bis zur georgischen Grenze folgt. In südlicher Richtung führt eine Verbindungsstraße nach Hendek. Im Süden des Kreises liegen Ausläufer der Akçakoca Dağları mit dem 990 Meter hohen Çamdağı, im Norden ausgedehnte Badestrände. Im Nordosten mündet der Fluss Melen Çayı ins Meer, der auf langen Strecken die Grenze zur Provinz Düzce bildet.

## Verwaltung(sgeschichte)
Der Landkreis Kocaali wurde im Juli 1987 durch das Gesetz Nr. 3392 gebildet. Er bestand davor aus zwei Bucaks im Kreis Karasu:
- dem Bucak Kocaali (die gleichnamige Belediye als Verwaltungssitz mit 8.155 Einw. sowie 14 Dörfer mit 11.838 Einw.)
- dem Bucak Ortaköy (mit der Belediye Lahna als Verwaltungssitz und 2.008 Einw. sowie 9 Dörfer mit 5.020 Einw.).

Insgesamt wurden also zur letzten Volkszählung 1985 zusammen 27.021 Einw. gezählt, etwa 39 Prozent der Kreisbevölkerung zu diesem Zeitpunkt.
Kocaali wurde im Jahre 1956 zu einer Stadtgemeinde (Belediye) erhoben, dies kommt auch im Stadtlogo zum Ausdruck.
(Bis) Ende 2012 bestand der Landkreis neben der Kreisstadt aus der Stadtgemeinde (Belediye) Lahna sowie 29 Dörfern (Köy), die während der Verwaltungsreform 2013 in Mahalle (Stadtviertel, Ortsteile) überführt wurden, die acht existierenden Mahalle der Kreisstadt blieben erhalten. Den Mahalle steht ein Muhtar als oberster Beamter vor.
Ende 2020 lebten durchschnittlich 635 Menschen in jedem dieser 36 Mahalle, 2.197 Einw. im bevölkerungsreichsten (Ağalar Mah.).